# Operació Ten-Gō
L'Operació Ten-Gō (Kyūjitai: 天號作戰 o Shinjitai: 天号作戦 Ten-gō Sakusen - "Operació Cel Un") va ser la darrera operació naval japonesa durant la guerra del Pacífic de la Segona Guerra Mundial.
A l'abril de 1945, el cuirassat japonès Yamato, el major del món, juntament amb 9 vaixells de guerra japonesos més, van salpar des del Japó per a portar a terme un atac suïcida contra les forces aliades que estaven lluitant a Okinawa. Les forces japoneses van ser interceptades i destruïdes gairebé completament per la total superioritat aèria estatunidenca. El Yamato i 5 vaixells més van ser enfonsats.
La batalla, que tingué lloc en l'etapa culminant de la guerra, posà en evidència la resolució de les autoritats japoneses de portar a l'extrem els atacs kamikazes per a aturar l'avanç aliat vers l'arxipèlag japonès, arribant al sacrifici de tota una flota sense protecció davant els massius atacs aeris.

## Antecedents
Durant la primavera de 1945, després de la campanya de les illes Salomó, la batalla del Mar de les Filipines i la batalla del golf de Leyte, l'abans formidable Flota Combinada de la Marina Imperial Japonesa va quedar reduïda a un grapat de naus de guerra operatives i a un simbòlic component aeri. La majoria de les naus restants estaven estacionades als ports japonesos, amb les naus majors al port de Kure, a la prefectura d'Hiroshima.
Amb les invasions de Saipan i Iwo Jima, les forces aliades (principalment estatunidenques) van començar la seva campanya contra les illes japoneses. Com a pas previ per a la invasió planificada a les principals illes japoneses, les forces aliades van envair Okinawa l'1 d'abril de 1945. Al març, durant una sessió, l'Emperador Hirohito volgué conèixer els avanços de la prevista invasió a Okinawa. Els caps militars japonesos van explicar que la Marina Imperial estava planejant extensius atacs aeris, incloent l'ús dels kamikazes. L'Emperador llavors preguntà, "Però què passa amb la Marina? Què estan fent per defensar Okinawa?" Sota la pressió de l'Emperador per realitzar un atac, els comandants de la Marina Imperial van concebre un pla suïcida amb les naus operatives de la reserva, que incloïen al gegantí cuirassat Yamato.
Aquest pla, dissenyat sota la direcció del Comandant en Cap de la Flota Combinada, almirall Toyoda Soemu, disposava al Yamato i a la seva escorta per atacar la flota estatunidenca que recolzava les tropes en terra a l'oest d'Okinawa. La batalla tindria lloc a la platja entre Higashi i Yomitan, i lluitarien com una bateria costanera fins a la seva destrucció. Un cop destruïts, els supervivents abandonarien els vaixells i lluitarien com a infanteria. Existiria, a més, un petit suport aeri als vaixells, que estaria concentrat en els atacs estatunidencs. Per executar el pla, les naus assignades salparien de Kure fins a Tokuyama (prefectura de Yamaguchi) el 29 de març. Però malgrat desafiar les ordres per a preparar la missió, l'almirall Seiichi Itō, va negar-se a prendre les naus, afirmant que el pla era inútil i malaguanyaria els vaixells.
.

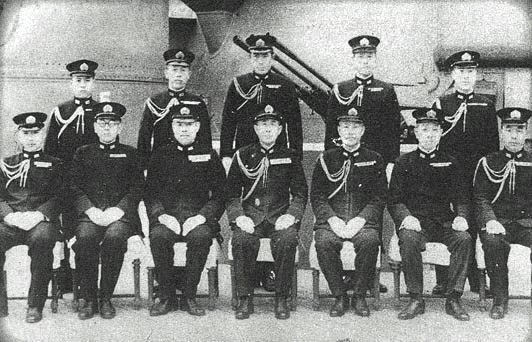
Els oficials en cap del Yamato, fotografia del 5 d'abril de 1945, dos dies abans de la batalla

El 5 d'abril, el vicealmirall Ryunosuke Kusaka viatjà fins a Tokuyama en una darrera temptativa per convèncer els comandants de la Flota Combinada, incloent a l'almirall Itō, perquè acceptessin el pla. En explicar per primera vegada l'explicació de l'operació planejada (el pla estava encara sota secret per a la majoria d'ells), els comandants i capitans de la Flota Combinada s'uniren de manera unànime a la causa de l'almirall Itō, rebutjant el pla pels mateixos motius que ell ja havia expressat abans. L'almirall Kusaka explicà que l'atac de la Marina Imperial podria ajudar en la distracció del component aeri estatunidenc i permetre a l'Exèrcit Imperial que realitzés atacs aeris sobre la flota americana a Okinawa. Explicà també que els líders nacionals del Japó, començant per l'Emperador, desitjaven que la Marina fes el seu millor treball per donar suport a la defensa d'Okinawa. En escoltar això, els comandants de la Flota Combinada van desistir i van acceptar el pla proposat. Els tripulants dels vaixells van ser advertits de la missió i se'ls donà l'oportunitat de no participar-hi si no ho desitjaven, però cap es va fer enrere; tot i que sí que es va obligar a abandonar les naus als tripulants nous, malalts i incapacitats. Els tripulants, ara estaven compromesos amb simulacres de darrera hora per preparar la missió, la majoria d'ells practicant procediments de control de danys. A la mitjanit, les naus van rebre combustible. Segons sembla, desafinant secretament les ordres de proveir a les naus amb combustible suficient per arribar fins a Okinawa, el personal a Tokuyama realment els subministrà gairebé tot el combustible que hi havia al port, tot i que probablement no era suficient per permetre'ls tornar fins al Japó des d'Okinawa.

## Batalla

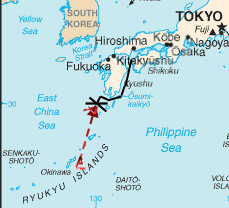
Rutes de la Marina Japonesa (en negre) i dels portaavions estatunidencs (en vermell) cap al lloc de la batalla (X)

El 6 d'abril a les 16:00, el Yamato (amb l'almirall Itō a bord) el creuer lleuger Yahagi i 8 destructors van salpar de Tokuyama per a portar a terme la missió. Dos submarins estatuniencs, el Threadfin i el Hackleback, van albirar les naus japoneses, seguint-les cap al sud a través del, però tot i que van ser incapaces d'atacar, sí que van poder avisar a la flota nord-americana de la incursió.
A l'albada del 7 d'abril, les naus japoneses sortien de la península d'Osumi cap a mar obert, en direcció al sud des de Kyushu cap a Okinawa. Es movien en formació defensiva, amb el Yahagi acompanyant al Yamato, i els 8 destructors distribuïts en un anell sobre les dues naus majors, a una distància de 1.500m l'un de l'altre, i movent-se a una velocitat de 20 nusos. Un dels destructors japonesos, l'Asashimo va haver de tornar a port a causa de problemes mecànics. Posteriorment, un avió de reconeixement estatunidenc es convertiria en l'ombra de les forces japoneses, i cap a les 10, la flota va prendre rumb oest simulant una retirada, però cap a les 11:30 van tornar a dirigir-se cap a Okinawa.

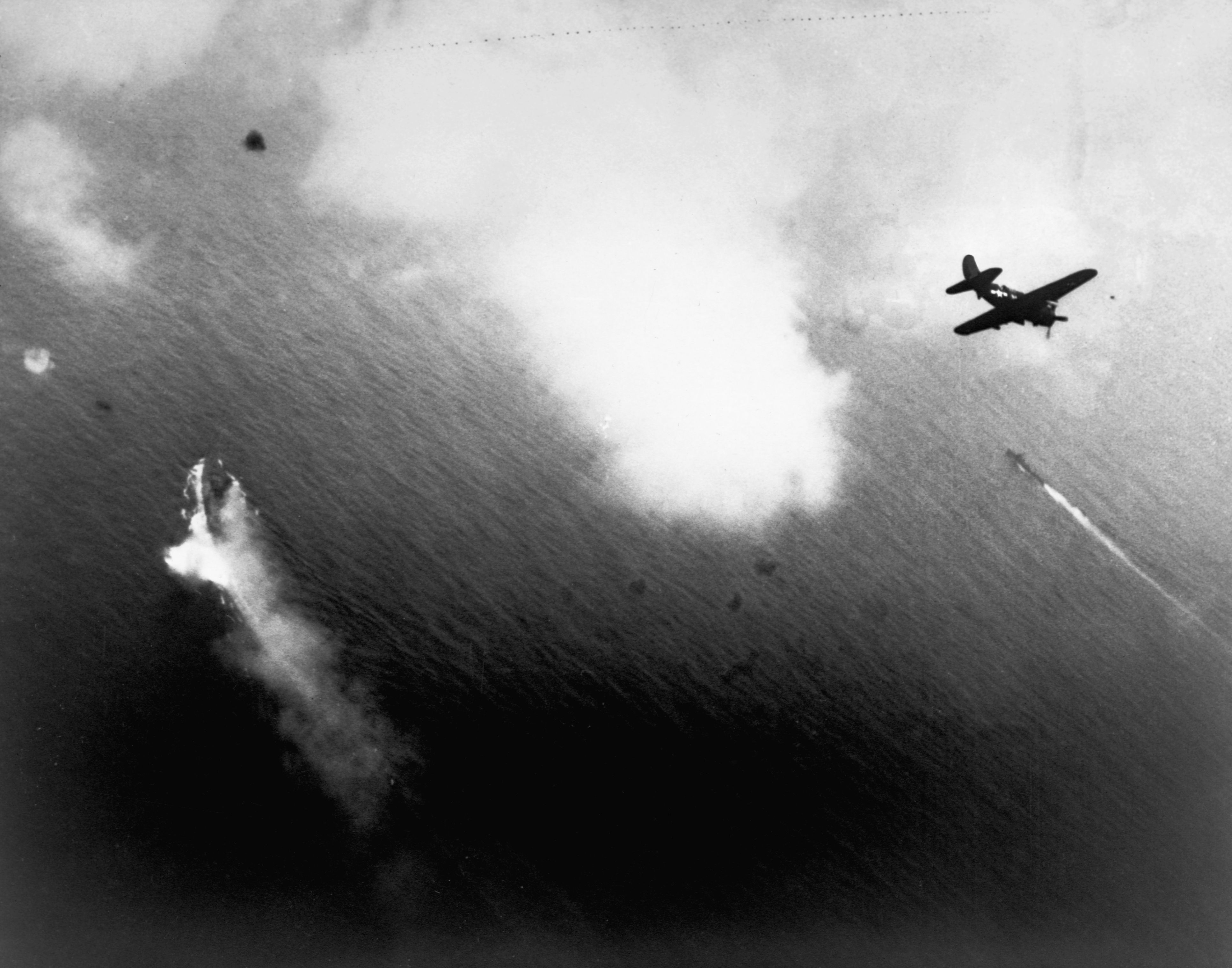
Un bombarder estatunidec inicia el seu atac contra el Yamato (centre esquerra). Un destructor japonès es troba a la dreta de la imatge

A les 10:00 del mateix dia, la Marina estatunidenca llançà gairebé 400 avions des d'onze portaavions de la Task Force 58 (el Hornet, el Bennington, el Belleau Wood, el San Jacinto, l'Essex, el Bunker Hill, el Hancock, el Bataan, l'Intrepid, el Yorktown i el Langley), que es trobaven a l'est d'Okinawa i estaven comandats pel vicealmirall Marc A. Mistcher. La força aèria consistia en caces F6F Hellcat, bombarders SB2C Helldiver i torpediners TBF Avenger. A més, una força de 6 cuirassats (el Massachusetts, l'Indiana, el New Jersey, el South Dakota, el Wisconsin, i el Missouri), recolzats per diversos creuers (incloent l'Alaska i el Guam) i destructors, estaven disposats per interceptar a la flota japonesa si de cas l'atac aeri no tenia èxit.
Com que les forces japoneses no tenien un suport aeri suficient, els avions estatunidencs van poder realitzar múltiples atacs sense témer a la força aèria japonesa. Després de dues hores de vol des d'Okinawa, els avions van arribar al grup del Yamato i iniciaren l'atac aeri, envoltant la formació de naus fora del límit de la defensa antiaèria i concentrant-se en els vaixells de guerra.
La primera onada aèria estatunidenca arribà als vaixells japonesos cap a les 12:30. Llavors, els vaixells començaren a augmentar la seva velocitat fins a 25 nusos, a realitzar maniobres evasives i a obrir foc amb les defenses antiaèries disponibles (només el Yamato ja portava al voltant de 150 armes antiaèries). Els torpediners estatunidencs atacaren des de babord, perquè atacant des d'allà podrien incrementar la probabilitat d'enfonsar els vaixells.

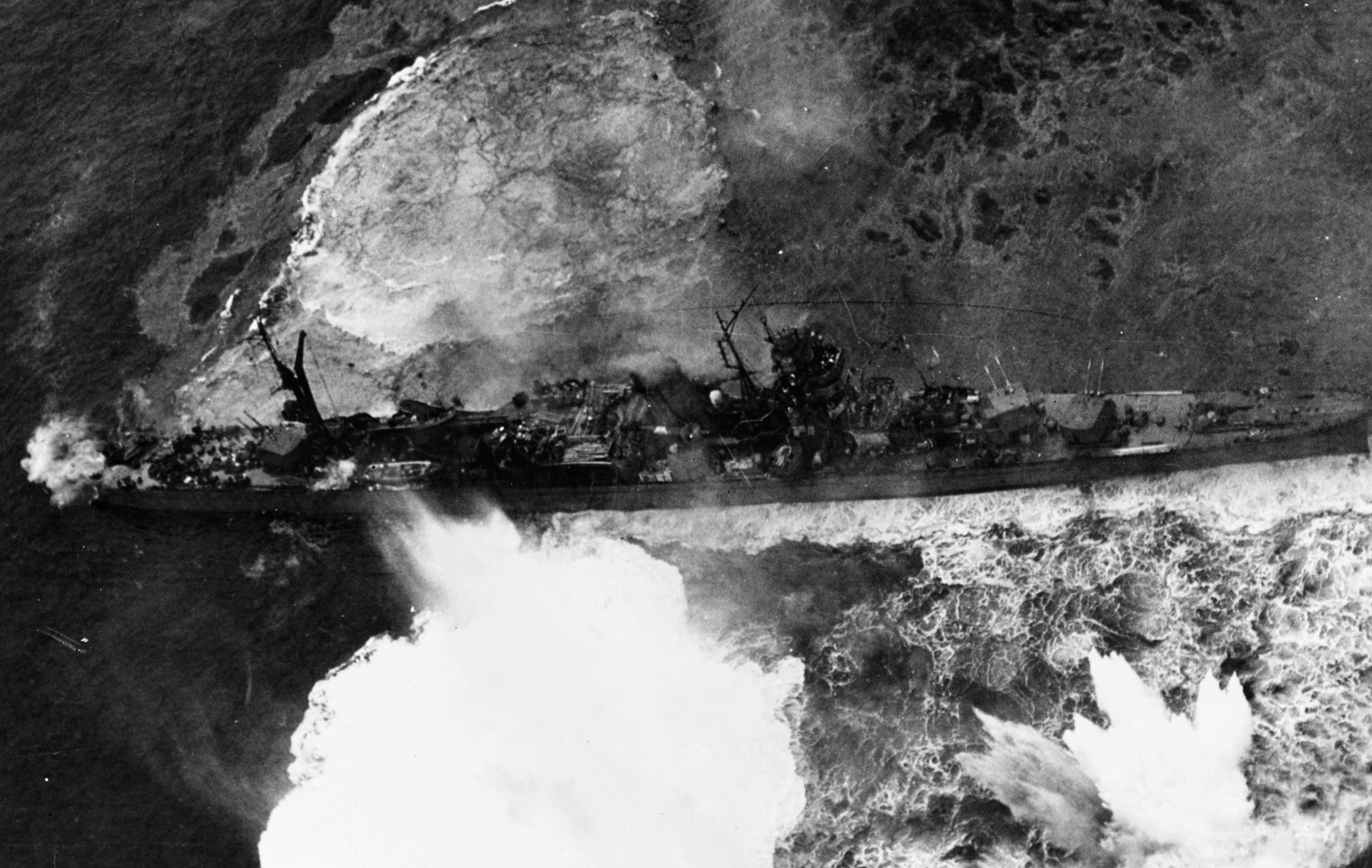
El creuer Yahagi sota l'intens atac de les bombes i torpedes

A les 12:46, un torpede impactà directament a la sala de màquines del Yahagi, matant a tots els encarregats d'aquella sala i això que el vaixell s'aturés.
Ja inutilitzat, el Yahagi rebé a més 6 torpedes i 12 bombes dels múltiples atacs aeris. El destructor Isokaze va anar a ajudar al Yahagi, però també va ser atacat, sent greument danyat i naufragant posteriorment. El Yahagi volcà i s'enfonsà a les 14:05. Els seus supervivents, abandonats al mar, podien veure al Yamato en la distància, encara movent-se cap al sud i lluitant contra l'atac aeri estatunidenc... esgotant els minuts que li quedaven pel seu enfonsament.
Durant la primera onada d'atacs, el Yamato portà a terme una sèrie de maniobres evasives, aconseguint que la majoria de bombes i torpedes no l'encertessin, tot i que rebé dues bombes perforadores i un torpede. La velocitat del vaixell no es va veure afectada, però una de les bombes provocà un incendi en la superestructura que no va poder ser extingit. També, durant la primera onada, els destructors japonesos Hamakaze i Suzutsuki van ser greument danyats, havent d'abandonar la batalla. El Hamakaze s'enfonsà poc després.
Entre les 13:20 i les 14:15 arribaren la segona i la tercera onades d'atacs originàries dels portaavions estatunidencs, tenint com a objectiu principal el Yamato. Fins a aquell moment, el gegant japonès havia rebut l'impacte d'almenys 8 torpedes i més de 15 bombes. Les bombes havien causa un dany considerable a la nau, inclòs el desmantellament del sistema de control d'armes i forçant l'ús de les armes antiaèries de manera individual i manual, reduint de manera considerable la seva efectivitat. L'estació de control de danys havia estat destruïda per un impacte, fent impossible contrarestar la inundació dels espais especialment designats al casc per suportar els danys al casc. A les 13:33, en un intent desesperat per mantenir la nau a flot, l'equip de control de danys va fer un contrapès inundant les sales de màquines a estribord i la sala de calderes. Això mitigà els danys, però va fer que centenars de tripulants que estaven en aquelles estacions morissin ofegats, ja que no tenien idea que aquells compartiments anessin a ser inundats. Els cossos d'aquests tripulants van estar flotant dins del Yamato al voltant de 30 minuts; i la pèrdua d'aquestes màquines, conjuntament amb l'augment de pes per les inundacions, van ocasionar que la velocitat del Yamato es reduís a només 10 nusos.
Amb una velocitat menor, el Yamato va ser un objectiu molt més senzill pels torpediners nord-americans que es concentraren en apuntar al timó i a la popa amb torpedes, per així detenir al cuirassat. A les 14:02, amb el Yamato detenint-se i a punt d'enfonsar-se, l'almirall Itō ordenà la cancel·lació de la missió i l'abandonament de la nau, juntament amb el rescat dels supervivents per part de les naus restants. El Yamato va haver de comunicar aquest missatge a les altres naus mitjançant banderes de senyals, ja que el sistema de ràdio havia estat destruït.

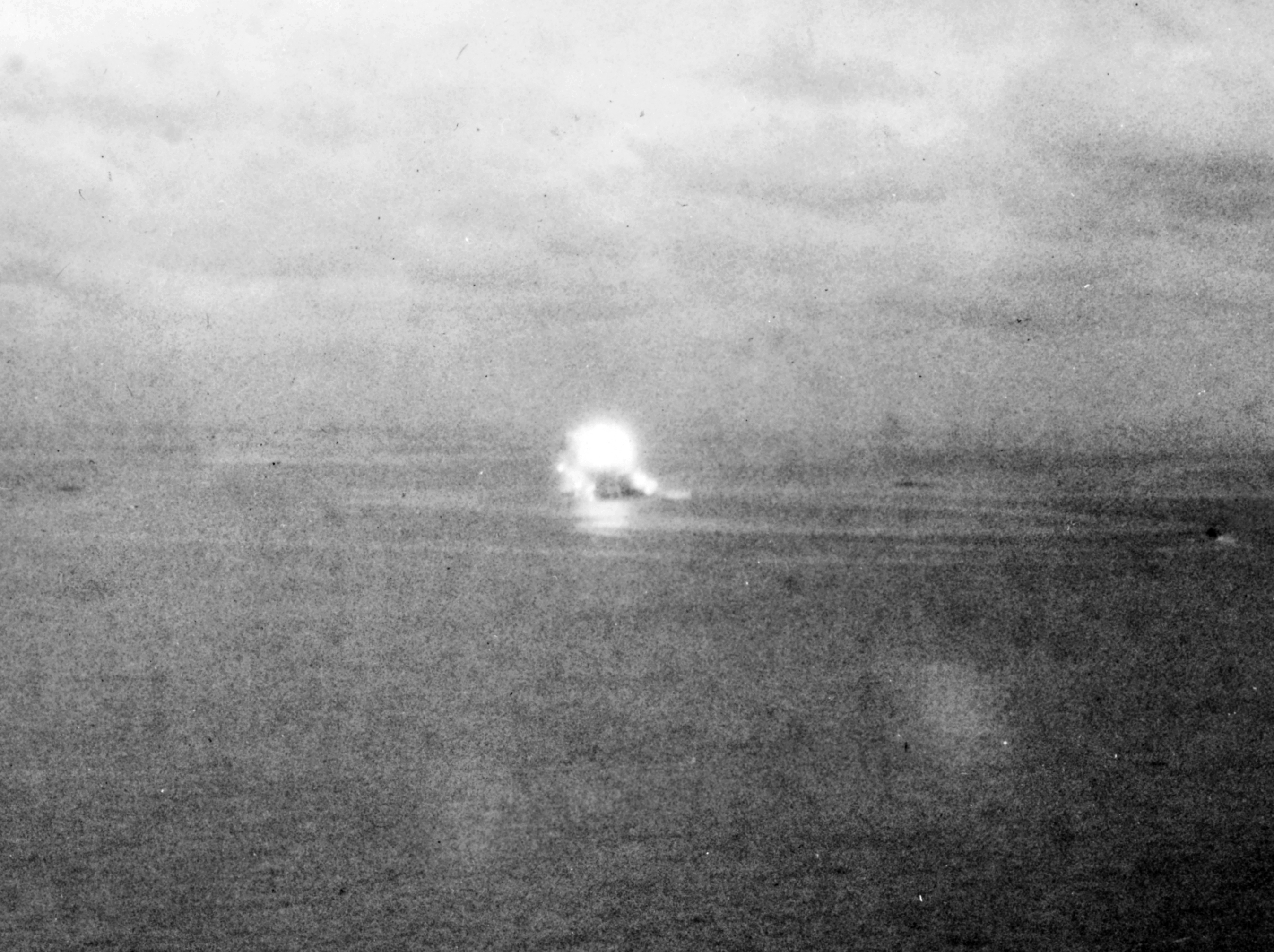
El Yamato, en flames, comença a enfonsar-se

A les 14:05, el Yamato es va aturar per complet al mar, començant a voltejar-se. L'almirall Itō i el capità del vaixell decidiren quedar-se a la nau, negant-se a abandonar-la amb la resta dels supervivents. A les 14:20 es capgirà completament i començà a enfonsar-se (30° 22′ N, 128° 04′ E / 30.367°N,128.067°E). A les 14:23, la nau explotà, escoltant-se fins i tot a Kagoshima, a 200 km, formant un núvol de 6 km d'alt. L'explosió pogué ocórrer perquè el foc havia arribat a l'arsenal principal.
En la seva temptativa de retornar a port, el destructor Asashimo va ser bombardejat per l'aviació estatunidenca i s'enfonsà. El destructor Kasumi també va ser enfonsat pels ataca aeris. En canvi, el Suzutsuki va poder tornar a Sasebo, tot i que el seu casc estava molt malmès.
Els tres destructors menys afectats (el Fuyuzuki, el Yukikaze i el Hatsushimo) van poder rescatar 280 supervivents del Yamato (d'una tripulació de 2.700 homes), 555 del Yahagi (d'una tripulació de 1.000) i 800 dels destructors Isokaze, Hamakaze i Kasumi. 3.700 japonesos van morir en la batalla.

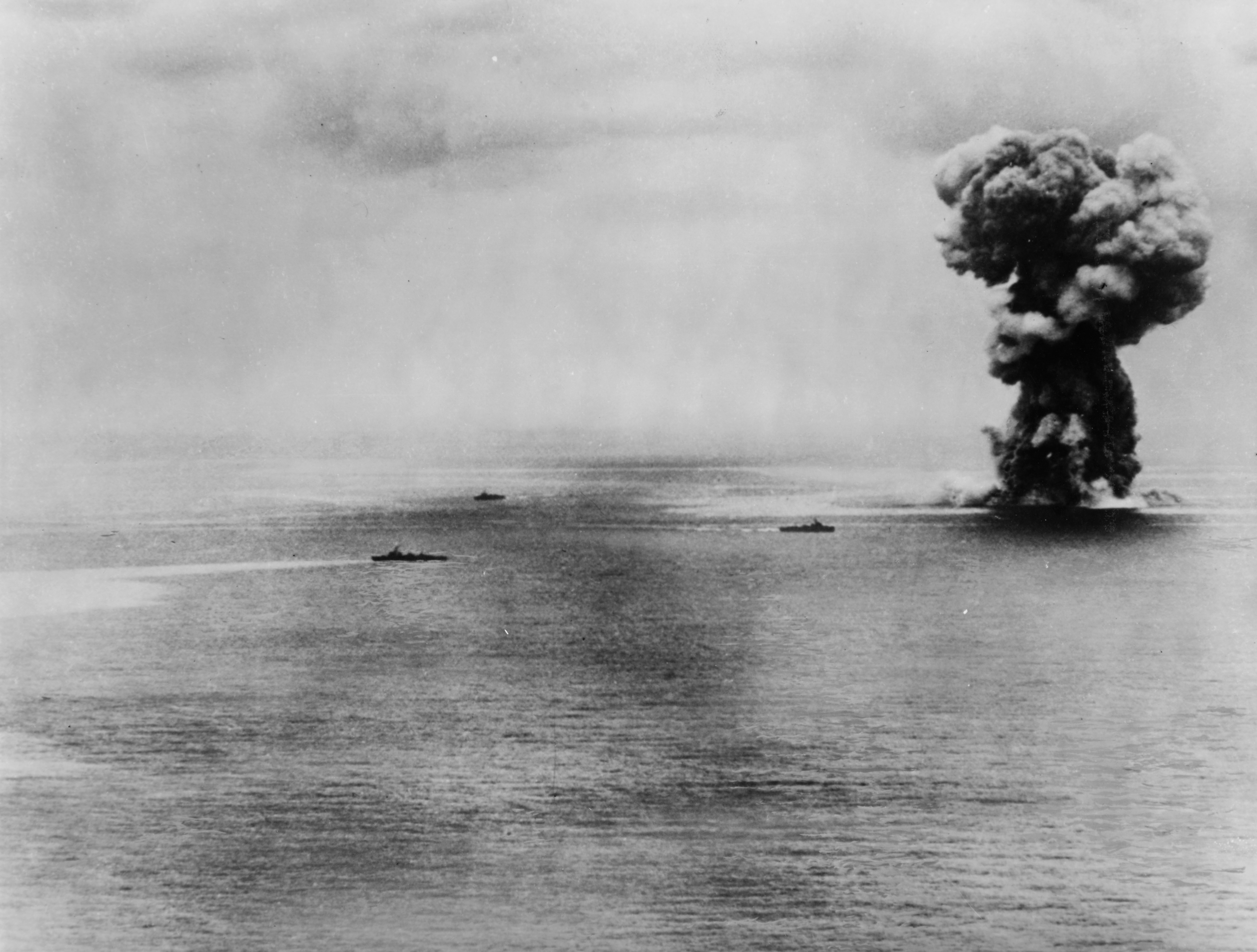
Explosió del Yamato

 Pel seu costat, els americans van perdre 10 avions, abatuts pel foc antiaeri japonès, tot i que alguns dels pilots van poder ser rescatats per hidroavions o submarins. En total, els Estats Units només van tenir 12 baixes. Alguns dels supervivents japonesos van informar que els avions americans van disparar contra els nàufrags a l'aigua. També informaren que els avions van interrompre els seus atacs contra els destructors temporalment per permetre'ls recollir supervivents de l'aigua.
Durant la batalla, l'Armada Imperial va portar a terme un atac aeri contra la flota estatunidenca a Okinawa, tal com s'havia planejat. Uns 115 avions, molts d'ells Kamikazes, van atacar als vaixells nord-americans durant el 7 d'abril. Els avions kamikazes van impactar al Hancock, al cuirassat Maryland i al destructor Bennett, causant danys moderats al Hancock i al Marylandi greus al Bennett. van desaparèixer uns 100 avions japonesos durant l'atac.

## Conseqüències
dTen-Gō va ser la darrera gran operació naval japonesa de la guerra, les naus que quedaven a la Marina Japonesa van tenir poca participació en les accions de combat durant la resta de la guerra. El Suzutsuki no es va reparar mai; el Fuyuzuki va ser reparat però impactà amb una mina naval estatunidenca a Moji el 20 d'agost de 1945 i no va poder ser reparat un altre cop. El Yukikaze va sobreviure a la guerra gairebé intacte. El Hatsushimo també impactà amb una mina naval el 30 de juliol de 1945, prop de Maizuru, sent el 129è i darrer destructor japonès enfonsat a la guerra.
Okinawa va ser declarada segura per les forces aliades el 21 de juny de 1945, després d'una dura batalla. El Japó es rendí a l'agost de 1945, després que les ciutats d'Hiroshima i Nagasaki rebessin un bombardeig atòmic per part dels Estats Units. L'aparent decisió del Japó de sacrificar gran part de la seva població usant tàctiques suïcides van ser preses pels Aliats com un motiu de pes en la decisió de llançar armes nuclears contra Japó.
Altres comandants de la Marina Imperial Japonesa van tenir opinions molt negatives de l'operació, creient que era una pèrdua de vides humanes i de combustible. El capità Atsushi Ōi, que comandava la flota d'escorta, va ser crític amb els recursos i el combustible malmenats en l'operació. Quan se li digué que l'objectiu de l'operació era la tradició i la glòria de la Marina, ell exclamà:
| « | Aquesta guerra és per la nostra nació. Per què l'honor de la nostra flota de superfície és més respectat? Qui es preocupa per la seva glòria? Idiotes! | » |

La història d'aquesta operació és venerada en cert grau en l'actualitat, perquè s'evidencia en diversos aspectes la cultura popular japonesa, retratant el succés com quelcom heroic, en un esforç simbòlic desinteressat però inútil dels mariners japonesos en defensar la seva nació. Una de les mostres que aquest fet va tenir un significat destacable en la cultura japonesa és el fet que el mot Yamato era usat com el nom poètic del mateix Japó. Així, el final del cuirassat Yamato va poder servir com una metàfora per final de l'Imperi del Japó.